# Ilmor 265E
L'Ilmor 265E, noto anche come Mercedes-Benz 500I pushrod V8, è un motore endotermico alternativo a ciclo Otto quattro tempi sovralimentato da competizione.
Con questo motore il Team Penske ottenne la vittoria alla 78ª 500 miglia di Indianapolis, che si è disputata il 29 maggio 1994.
Quella corsa è stata l'unica disputata da questo motore, che permise alle monoposto PC23 della squadra di Roger Penske di monopolizzare l'evento.
Il successo di questo motore (costruito in segreto per la 500 miglia), sta nell'abilità del progettista Mario Illien che, sfruttando una modifica al regolamento tecnico pensata allo scopo di favorire l'ingresso di nuovi motoristi con prodotti a basso costo rivolti ai piccoli team, poté realizzare un propulsore capace di erogare oltre 1000 cavalli di potenza e dal costo inaccessibile alla maggior parte dei concorrenti, tradendo così lo spirito della norma.

Allo stesso tempo la sua costruzione è ritenuta il principio della faida tra la CART e l'USAC, che diede vita poco tempo dopo alla scissione delle massime categorie a ruote scoperte americane in campionato IRL e campionato CART (poi Champ Car).

## Contesto
Come detto, la costruzione di questo motore sfruttò una modifica regolamentare approvata nel 1991. Il regolamento tecnico del campionato CART imponeva l'utilizzo di motori quattro tempi a ciclo Otto, sovralimentati con un solo turbocompressore ed una cilindrata che non superasse i 2650 cc (161.7 pollici cubi secondo il sistema consuetudinario statunitense), specificamente progettati per le competizioni. Tuttavia la 500 miglia di Indianapolis che pur era presente nel calendario delle gare CART, veniva disputata sotto l'egida dell'USAC, il quale (per favorire quanti più costruttori possibili e ampliare il parco partenti) nel corso degli anni aveva più volte modificato i regolamenti tecnici sui motori ammessi, adottando formule di equivalenza tra tipologie diverse di motori. Negli anni ottanta l'USAC permetteva l'utilizzo dei convenzionali motori CART, ma anche l'uso di motori di cilindrata maggiorata che tra l'altro beneficiavano di una pressione di sovralimentazione superiore, a patto che avessero monoblocchi derivati da motori di serie (i cosiddetti "stock block"), non più di due valvole per cilindro e che le stesse fossero attuate da un sistema ad aste e bilancieri anziché direttamente dagli alberi a camme in testa.
Molteplici furono i progetti che sfruttavano questa opzione, quasi tutti portati avanti in proprio da preparatori statunitensi con risorse neanche minimamente paragonabili a quelle delle grandi Case e tuttavia, incoraggiata dalle prestazioni espresse dai suoi motori elaborati all'esterno, la Buick intraprese questa strada, mentre gli altri costruttori ritennero uno sforzo economico inutile la realizzazione di un motore in accordo alle norme USAC, che però veniva svantaggiato dalla CART nelle restanti gare di campionato.

Ma dal 1991 vennero fissate nuove regole che in pratica permettevano di costruire da zero un motore da corsa, che non aveva nulla da spartire con quelli di serie, poiché venne abrogata la norma sui monoblocchi derivati dalla produzione di serie. Perciò oltre ai motori CART che avevano una cilindrata massima di 2650 cc, un turbocompressore e al massimo potevano sfruttare una pressione di sovralimentazione di 1,52 bar (45 inHg, ossia pollici di Mercurio); potevano partecipare alla 500 miglia anche motori con cilindrata massima di 3430 cc, un solo turbocompressore con pressione massima di sovralimentazione di 1,86 bar (55 inHg) - solo per la 500 miglia, nel resto del campionato le pressioni erano identiche - e distribuzione a due valvole per cilindro comandate da aste e bilancieri.
La Ilmor costruiva da tanti anni motori CART molto validi e stava progettando motori di Formula 1, ma non aveva i fondi necessari per rimanere un costruttore indipendente e buttarsi nell'avventura nella massima serie. Infatti realizzava su commessa i motori Chevrolet di CART per conto della General Motors, con cui ottenne risultati eccellenti.

Tuttavia la General Motors pur finanziando circa il 50% dei progetti, non era intenzionata ad investire in Formula 1, ed i motori Chevrolet erano difficili da reperire perché molto costosi.
Per questo motivo nel 1993 la Ilmor rescisse il contratto, in quanto voleva legarsi ad un costruttore che le permettesse più libertà, così da fornire più squadre di CART ed avere introiti sufficienti per finanziare in maniera adeguata il progetto di Formula 1.
I motori Chevrolet della Ilmor erano stati per molto tempo venduti al Team Penske, quindi Mario Illien (fondatore della Ilmor e progettista della stessa) cercò di contrattare con Roger Penske in modo da non perdere il contratto di esclusiva con la sua scuderia, inoltre Penske aveva contatti molto stretti coi vertici della Mercedes-Benz che stava pianificando dalla fine degli anni ottanta il suo ingresso in Formula 1 col team Sauber, il quale si occupava di telai e aerodinamica.
In questa maniera la Mercedes si trovava un V10 di Formula 1 moderno già pronto da accoppiare ai telai Sauber, senza spese eccessive, inoltre data la bontà dei motori Ilmor da CART decise di finanziare il progetto, così che la squadra di Penske adoperava ora motori marchiati Mercedes.
A quel punto però sia la Mercedes che Penske visti gli investimenti fatti, si aspettavano risultati di un certo rilievo, ed Illien per suggellare l'accordo propose di progettare un motore secondo le nuove specifiche USAC per dominare la 500 miglia di Indianapolis.
Quando Penske seppe che la potenza stimata era di circa 1000 cavalli, ossia 150 più dei motori convenzionali, diede il suo consenso per la costruzione del 265E.

## Progetto
Nonostante la complessità del progetto, il 265E venne concepito in tempi abbastanza brevi.
La sua pianificazione cominciò domenica 30 maggio 1993, subito la 500 miglia di Indianapolis di quell'anno vinta Emerson Fittipaldi con la Penske PC22, al termine di un briefing tecnico tra i vertici della squadra e Mario Illien, che al tempo stesso chiarirono le linee da seguire per la stagione '94.
Il lavoro era doppio perché parallelamente si stava sviluppando il motore 265D in funzione del campionato '94. Questo propulsore era quasi completamente nuovo rispetto a quello adoperato nel '93 e la fase di progettazione partì nel giugno '93 e si concluse il mese seguente. A metà di luglio '93, Illien cominciò a progettare il 265E.
Questa nomenclatura sembrava la prosecuzione logica della serie 265, che erano tutti motori convenzionali alle norme CART, e non venne scelta a caso, bensì perché il progetto doveva rimanere quanto più segreto, tant'è che anche in Mercedes solo poche persone ne erano a conoscenza.
Visti gli investimenti di Penske, venne chiesto ad Illien di costruire un motore che avesse le stesse quote del 265D, in modo da non dover spendere ulteriori somme ed energie in un altro telaio costruito apposta per Indianapolis, così da poter adattare il 265E alla Penske PC23 che era la vettura della stagione '94.
Questo richiesta ed il fatto che la Ilmor non avesse mai realizzato un motore ad aste e bilancieri, creò non pochi problemi di natura tecnica.
Nonostante ciò venne scelto di realizzare il motore da zero, e non derivarlo da altri preesistenti. L'unico punto di contatto col 265D era la posizione dell'albero a gomiti, in modo che il calettamento della trasmissione risultasse nello stesso punto.
L'angolo tra le manovelle era di 180° come tutti i motori otto cilindri da corsa, e su ognuna di esse erano alloggiate due bielle.
Invece per mantenere inalterate le quote, particolarmente la larghezza, l'angolo tra le bancate era di 72°. Non certo la scelta ottimale per V8, che canonicamente è di 90°, ma ciò era impossibile per via degli ingombri da rispettare all'interno del telaio.
Le bancate non erano indipendenti ma realizzato con unico monoblocco di alluminio.
Il blocco era sfruttato al massimo per consentire un alesaggio dei pistoni quanto maggiore possibile, infatti l'USAC (a differenza di quanto faceva e fa la FIA in Formula 1) non imponeva un limite sulla misura dell'alesaggio.
Tant'è che senza le camicie, i cilindri risultavano coincidenti uno con l'altro.
Il rapporto alesaggio/corsa era decisamente spropositato, il che rende il 265E un motore superquadro.
La necessità di cilindri di larghezza così elevata serviva per contrastare il fatto che la distribuzione ad aste e bilancieri sollevava molto il centro di gravità e l'altezza fisica del motore, ma si scelse quella strada anche per renderlo lungo quanto il 265D.
Pur essendo un motore turbo il rapporto di compressione era abbastanza elevato, ossia 11.
Un altro problema riguardava le aste che comandavano i bilancieri, infatti pur ruotando a velocità inferiori rispetto ai motori con gli alberi a camme in testa, il regime di rotazione era abbastanza elevato, nell'ordine dei 10000 giri/minuto continuativi visto che ad Indianapolis si corre con la farfalla dell'acceleratore sempre aperta.
Questo comporta una flessione eccessiva delle aste, che alla lunga potrebbero cedere per carico di punta, quindi per accorciarle quanto più possibile, l'albero a camme venne sito tra le due bancate (che facevano da supporto di banco), nel punto più alto del basamento.
L'albero a camme era poi messo in rotazione da una cascata di ingranaggi azionata dall'albero a gomiti.
Pur avendo solo due valvole per cilindro, l'alesaggio "generoso" permise di adoperare valvole di grande diametro (addirittura 52,5 mm quelle di aspirazione), perciò il riempimento dei cilindri risultava comunque ottimale anche a regimi elevati.
Tuttavia per la costruzione delle valvole si è dovuto impiegare materiali esotici, non tanto per le sollecitazioni termiche quanto per contenerne il peso viste le dimensioni.
L'alloggiamento delle valvole nelle testate era di tipo radiale.
Molto singolare invece il disegno della camera di combustione, una via di mezzo tra una camera emisferica ed una camera a cuneo.
In ogni cilindro vi era una candela posta circa al centro della camera ma inclinata verso le valvole, con queste ai lati della camera stessa.
Venne poi riciclata la pompa olio del 265D, ma ridisegnata la trasmissione a cinghia sincrona degli accessori, per incrementare il rapporto di trasmissione poiché la pompa nel 265E doveva ruotare più lentamente.